# 12 Heures de Sebring 1954
Navigation
Édition précédente Édition suivante
Les 12 Heures de Sebring 1954, sont la 3e édition de l'épreuve et la 2e manche du championnat du monde des voitures de sport 1954. Elles ont été remportées le 7 mars 1954 par l'O.S.C.A. no 56 de l'équipe Briggs Cunningham pilotée par Bill Lloyd et Stirling Moss.

## Circuit

Le Sebring International Raceway, cadre des 12 Heures de Sebring 1954.

Les 12 Heures de Sebring 1954 se déroulent sur le Sebring International Raceway situé en Floride. Il est composé de deux longues lignes droites, séparées par des courbes rapides ainsi que quelques chicanes. Le tracé actuel diffère de celui de l'époque. Ce tracé a un grand passé historique car il est utilisé pour des courses automobiles depuis 1950. Ce circuit est célèbre car il a accueilli la Formule 1.

## Résultats
Voici le classement au terme de la course.
- Les vainqueurs de chaque catégorie sont signalés par un fond jauni.

| 1               | S 1.5 | 56  | Briggs Cunningham         | Bill Lloyd Stirling Moss | OSCA MT4 1450                | 168 |
| 2               | S 5.0 | 59  | Scuderia Lancia           | Porfirio Rubirosa Luigi Valenzano                                                                                                   | Lancia D24                   | 163 |
| 3               | S 3.0 | 29  | Donald Healey Motor Co.   | Lance Macklin George Huntoon | Austin-Healey 100            | 102 |
| 4               | S 1.5 | 91  | James Simpson             | James Simpson George Colby | OSCA MT4 1450                | 163 |
| 5               | S 1.5 | 61  | Speedcraft Enterprises    | Otto Linton Harry Beck | OSCA MT4 1350                | 161 |
| 6               | S 2.0 | 97  | W. K. Carpenter           | W. K. Carpenter John van Driel | Kieft Sport                  | 158 |
| 7               | S 2.0 | 41  | Richard Cicurel           | Richard Cicurel Jim Pauley | Siata 208S                   | 155 |
| 8               | S 1.1 | 65  | Rees Makins               | Rees Makins Frank Bott | OSCA MT4 1100                | 152 |
| 9               | S 5.0 | 15  | Jake Kaplan               | Jake Kaplan Russ Boss | Jaguar XK120                 | 151 |
| 10              | S 1.5 | 49  | Fernando Segaura          | Fernando Segura Daimo Bojanich | Porsche 550                  | 144 |
| 11              | S 1.5 | 54  | Fred Allen                | Fred Allen Gus Ehrman | Kieft Sport                  | 144 |
| 12              | S 1.5 | 62  | Richard Toland            | Richard Toland Charles Devaney | Denzel 1300 Super            | 142 |
| 13              | S 5.0 | 9   | A. F. Young               | A. F. Young Jack Morton | Jaguar XK 120                | 142 |
| 14              | S 5.0 | 18  | Fred Dagaver              | Fred Dagaver Henry Fanelli | Jaguar XK 120                | 141 |
| 15              | S 1.5 | 50  | Hubert Brundage           | Hubert Brundage William Simpson | Porsche 356 America Roadster | 141 |
| 16              | S 8.0 | 2   | Walter Gray               | Walter Gray Chuck Hall | Allard J2                    | 141 |
| 17              | S 3.0 | 32  | Brooks Stevens            | Jim Field Robert Gary | Excalibur J                  | 141 |
| 18              | S 1.5 | 46  | Evans Hunt                | Howard Hanna Evans Hunt | Porsche 550                  | 136 |
| 19              | S 750 | 74  | C. J. Davis               | Ken Heavlin C. J. Davis | DB HBR                       | 129 |
| 20              | S 1.1 | 67  | John Bentley              | John Bentley Guy Atkins | Siata E                      | 127 |
| 21              | S 1.1 | 66  | Austin Conley             | Austin Conley Norman Christianson                                                                                                   | Siata E                      | 126 |
| 22              | S 5.0 | 64  | Carlton Wilson            | Carlton Wilson Bob Kennedy | Jaguar XK 120                | 124 |
| 23              | S 5.0 | 12  | Charles Schott            | Charles Schott Dave Michaels | Jaguar XK 120                | 111 |
| 24              | S 2.0 | 35  | Alan Patterson            | Alan Patterson Jim Hendricks | Triumph TR2                  | 103 |
| 25              | S 1.5 | 57  | George Moffett            | George Moffett Bob Said | OSCA MT4 1450                | 102 |
| Disqualifiés    |       |     |                           | |                              |     |
| 26              | S 5.0 | 38  | Scuderia Lancia           | Piero Taruffi Robert Manzon | Lancia D24                   | 161 |
| 27              | S 5.0 | 10  | Frank Miller              | John Gordon Bennett Trevor McKenna                                                                                                  | Jaguar D-Type                | 113 |
| Abandons        |       |     |                           | |                              |     |
| 28              | S 5.0 | 19  | Fred Dagaver              | Al Garz Len Lesko | Jaguar XK 120                | 134 |
| 29              | S 8.0 | 1   | Briggs Cunningham         | Briggs Cunningham Sherwood Johnston                                                                                                 | Cunningham C4-R              | 104 |
| 30              | S 5.0 | 5   | Briggs Cunningham         | Phil Walters John Fitch | Ferrari 375 MM               | 104 |
| 31              | S 1.5 | 99  | Erwin Goldschmidt         | Victor Herzog Steve Lansing | Kieft Sport                  | 88  |
| 32              | S 5.0 | 37  | Scuderia Lancia           | Alberto Ascari Luigi Villoresi | Lancia D24                   | 87  |
| 33              | S 5.0 | 17  | John Ellwood              | John Schmitt Jack German | Jaguar XK 120                | 82  |
| 34              | S 3.0 | 42  | Aston Martin Ltd.         | Charles Wallace Carroll Shelby | Aston Martin DB3S            | 77  |
| 35              | S 2.0 | 25  | Don McKnought             | Don McKnought William Eager | Maserati A6GCS               | 67  |
| 36              | S 1.5 | 100 | Gleb Derujinsky           | Gleb Derujinsky Don Underwood | Kieft Sport                  | 65  |
| 37              | S 5.0 | 14  | Conrad Janis              | Conrad Janis James Daley | Jaguar XK 120                | 65  |
| 38              | S 5.0 | 7   | William Spear             | Bill Spear Phil Hill | Ferrari 375MM                | 60  |
| 39              | S 1.5 | 48  | James Graham              | James Graham J. Stimpson | Porsche 550                  | 57  |
| 40              | S 5.0 | 36  | Scuderia Lancia           | Juan Manuel Fangio Eugenio Castellotti                                                                                              | Lancia D24                   | 51  |
| 41              | S 2.0 | 44  | George McClellan          | Larry Kulok Harry Garry | Frazer Nash Le Mans Replica  | 50  |
| 42              | S 1.5 | 58  | William Brewster          | William Brewster Henry Rudkin | OSCA MT4 1450                | 47  |
| 43              | S 2.0 | 40  | Officine Alfieri Maserati | Luigi Musso Ferdinando Gatta | Maserati A6GCS/53            | 47  |
| 44              | S 3.0 | 30  | James Brundage            | James Brundage John Orr | Austin-Healey 100            | 36  |
| 45              | S 5.0 | 11  | Walt Hansgen              | Walt Hansgen Paul Timmins | Jaguar C-Type                | 28  |
| 46              | S 1.5 | 59  | Howard Hanna              | William Franklin Ned Curtis | MG Magnette                  | 27  |
| 47              | S 3.0 | 45  | Harry Schell              | Harry Schell Alfonso de Portago | Ferrari 250MM Vignale        | 26  |
| 48              | S 3.0 | 24  | Aston Martin Ltd.         | Peter Collins Pat Griffith | Aston Martin DB3S            | 26  |
| 49              | S 5.0 | 8   | A. F. Young               | Peter Sparacino Raymond Osborne | Jaguar XK 120                | 25  |
| 50              | S 3.0 | 23  | Aston Martin Ltd.         | Reginald Parnell Roy Salvadori | Aston Martin DB3S            | 24  |
| 51              | S 750 | 70  | Miles Collier             | Bret Hannaway Miles Collier | Bandini                      | 21  |
| 52              | S 3.0 | 26  | William Wellenberg        | William Wellenberg William Wonder                                                                                                   | Austin-Healey 100            | 20  |
| 53              | S 3.0 | 33  | Mike Rothschild           | Mike Rothschild George Hunt | Healey Silverstone           | 17  |
| 54              | S 750 | 689 | Isabelle Haskell          | Roger Wing Karl Brocken | Siata 308BC                  | 17  |
| 55              | S 750 | 72  | George Schrafft           | Phil Stiles George Schrafft | Palm Beach Special           | 16  |
| 56              | S 3.0 | 31  | Brook Stevens             | Hal Ullrich Ham Reidy | Excalibur J                  | 10  |
| 57              | S 8.0 | 98  | Erwin Goldschmidt         | Erwin Goldschmidt Johnny Rocco | Allard J2R                   | 9   |
| 58              | S 3.0 | 27  | Joseph Guibardo           | Joseph Guibardo Phil Smyth | Austin-Healey 100            | 3   |
| 59              | S 3.0 | 28  | Brook Stevens             | Dick Irish Ralph Knudson | Excalibur J                  | 1   |
| Nicht gestartet |       |     |                           | |                              |     |
| 60              | S 3.0 | 20  | George Tilp               | Randolph Pearsall George Tilp Walt Hansgen                                                                                          | Aston Martin DB2             |     |
| 61              | S 1.5 | 20  | John Ellwood              | John Schmidt John German | Porsche 550                  |     |
| 62              | S 1.5 | 63  | Dickson Yates             | Dickson Yates Duncan Black | MG TC                        |     |
| 63              | S 5.0 | T   | Scuderia Lancia           | Porfirio Rubirosa Luigi Valenzano Piero Taruffi Robert Manzon Alberto Ascari Luigi Villoresi Juan Manuel Fangio Eugenio Castellotti | Lancia D24                   |     |
| 64              | S 350 | 75  | Bill Wood                 | Bill Wood John Moncur | Rex Mercury Marine           |     |